# Noemia submetallica
Noemia submetallica là một loài bọ cánh cứng trong họ Cerambycidae.